# 第9钢琴协奏曲 (莫扎特)
E♭大调第9號钢琴协奏曲，作品號K. 271，是莫扎特早期创作的钢琴协奏曲代表作。

## 分析

### 結構
第一乐章：明朗轻快，钢琴和乐队相互交叠。
第二乐章：忧郁迟重，反差巨大令人惊讶。
第三乐章：再度明快，但是仍然脱离不了悲凉的影子。

## 評價
音乐学家查尔斯·罗森认为，这支钢琴协奏曲标志了莫扎特的创作真正走向了成熟。

## 外部連結
- 《第9钢琴协奏曲 (莫扎特)》：谱子和报道（德语），《莫扎特全集》
- 第9钢琴协奏曲 (莫扎特)：国际乐谱典藏计划上的乐谱